# Fluoreszenzangiographie

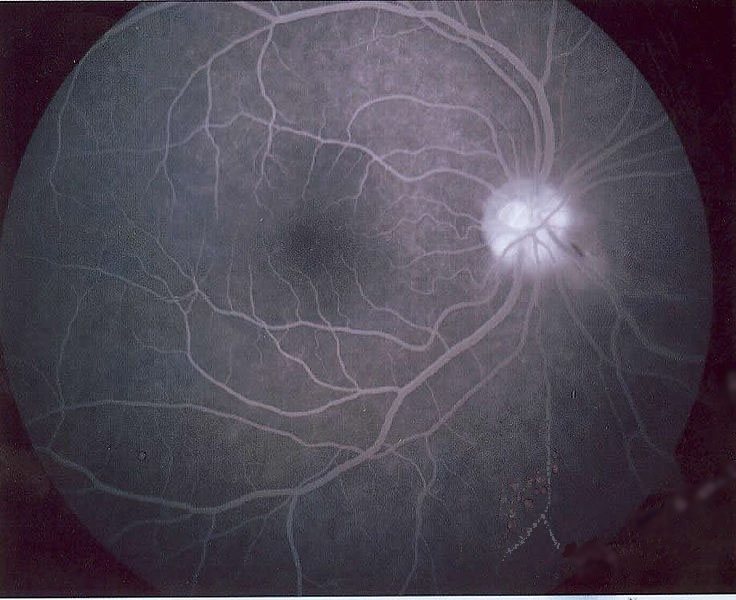
Fluoreszenzangiographie

Fluoreszenzangiographie ist ein bildgebendes Verfahren zur Diagnostik von Durchblutungsstörungen.

## Augenheilkunde
In der Augenheilkunde wird das Verfahren eingesetzt bei Erkrankungen des Augenhintergrundes (siehe Angiographie). Dabei wird bei medikamentös erweiterter Pupille die Anflutung und Verteilung eines geeigneten Farbstoffes, beispielsweise Fluorescein oder Indocyaningrün, dokumentiert. Hierbei dient der Farbstoff als Kontrastmittel.
Der gesamte Untersuchungsablauf gliedert sich in mehrere Phasen:
Zunächst wird die Netzhaut bei normaler Beleuchtung fotografiert (Farbaufnahme).
Anschließend erfolgt eine Aufnahme mit rotfreiem Licht mittels grünem Filterglas. Dadurch wird der Kontrast der Blutgefäße zur umgebenden Netzhaut verbessert. Diese Aufnahme wird wie die folgenden Phasen in Graustufen wiedergegeben.
Nach diesen vorbereitenden Aufnahmen beginnt die eigentliche Angiografiephase.
Das Blitzlicht der Kamera beleuchtet durch einen speziellen (blauen) Exciterfilter vor allem in der Wellenlänge, die das Leuchtmittel zum Leuchten anregt. Das zurückfallende Licht muss einen zweiten Barrier-Filter passieren. Dadurch werden andere störende Wellenlängen als die des angeregten Leuchtmittels ausgeblendet.
Jetzt erfolgt vor Injektion des Farbstoffs eine solche Fluoreszenzaufnahme, um sogenannte Eigenfluoreszenz-Phänomene darzustellen. Danach wird die Lösung intravenös injiziert und in festgelegten Zeitabständen erfolgen weitere Aufnahmen.
Bewertet werden unter anderem die Zeit zwischen Injektion und Sichtbarwerden des Farbstoffes in den Arterien der Netzhaut und die Verteilung im weiteren Zeitverlauf. Üblicherweise werden Aufnahmen der „arteriellen Phase“ (nach etwa 20 Sekunden), der „venösen Phase“ (nach etwa 1 Minute) und der „Spätphase“ (nach 5 bis 15 Minuten) dokumentiert und beurteilt.
Die Fluoreszenzangiografie ist besonders hilfreich bei der Augen-Diagnostik zum Beispiel bei der AMD (= altersbedingte Makuladegeneration), diabetischer Retinopathie, Verschlüssen von Blutgefäßen der Netzhaut sowie bei Tumoren der Netzhaut oder Aderhaut.
Als Wegbereiter der ophthalmologischen Fluoreszenzangiographie gilt Achim Wessing, der die Ergebnisse seiner Forschungen 1968 in dem Lehrbuch und Atlas „Fluoreszenzangiographie der Retina“ zusammenfasste, das in mehrere Sprachen übersetzt wurde.

## Andere operativen Fachbereiche

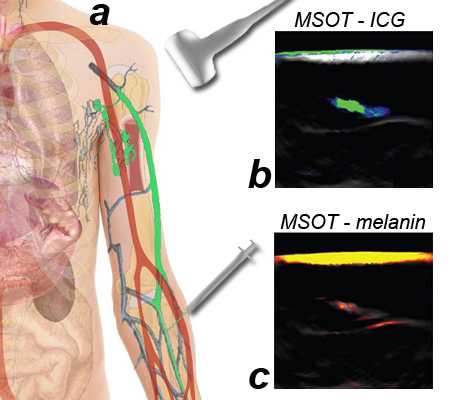
Darstellung von Achselmetastasen eines malignen Melanoms mittels Indocyaningrün

In der Gynäkologie, Viszeralchirurgie, Urologie und vielen anderen chirurgischen Fächern wird Indocyaningrün in Kombination mit einer für Darstellungen im Nahinfrarotgebiet geeignete Kamera oder Probe eingesetzt um spezifische Gefäße oder die Durchblutungsverhältnisse von Gewebe sichtbar zu machen. Sowohl die Gabe über Arterien, Venen als auch über die Lymphbahnen (Lymphangiographie) ist möglich.